# روكسان روبرتس
روكسان روبرتس (بالإنجليزية: Roxanne Roberts)‏ هي صحفية أمريكية، ولدت في 1954 في منيابولس في الولايات المتحدة.